# Låsringstång

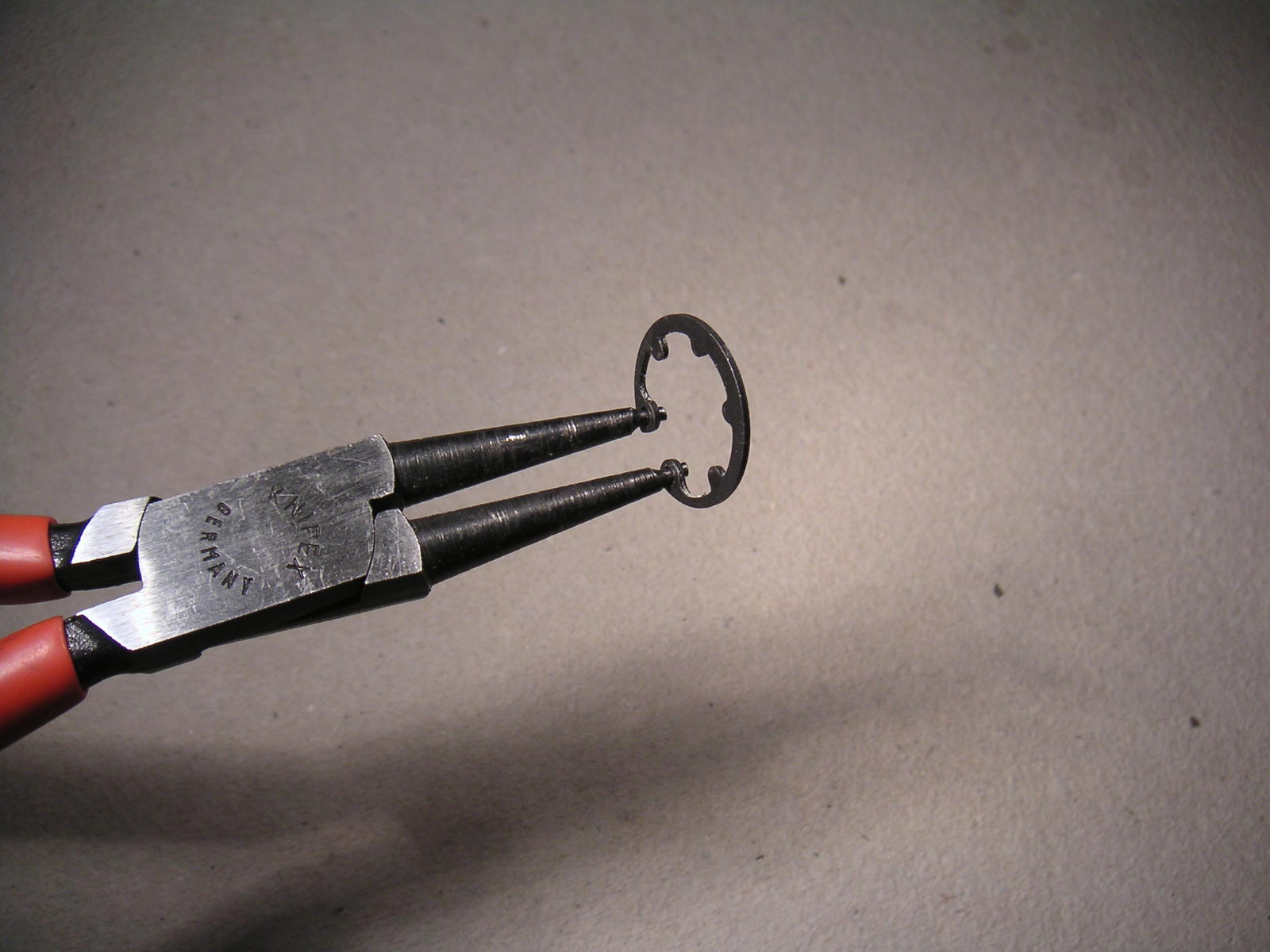
Låsringstång

En låsringstång, eller segersäkringstång, är en tång som är speciellt utformad för montering och demontering av låsringar. Ytterst på tångens skänklar sitter två tunna piggar som passar i låsringarnas hål. 
De olika typerna av låsringar (invändiga och utvändiga) har var sin korresponderande tångmodell. Vid arbete med utvändiga låsringar använder man en tång vars skänklar går isär när man greppar tången och vid arbete med invändiga låsringar använder man en tång vars skänklar går ihop när man greppar tången. Det finns också tänger där tångens skänklar är utbytbara så att samma tång kan användas till båda låsringstyperna. För att öka åtkomligheten, finns tängerna även i vinklat utförande.
Låsringstänger för utvändiga låsringar används även för hobbybygge av ringväv i fjäderstål.